# Füzérkomlós
Füzérkomlós is een plaats (község) en gemeente in het Hongaarse comitaat Borsod-Abaúj-Zemplén. Füzérkomlós telt 386 inwoners (2001).

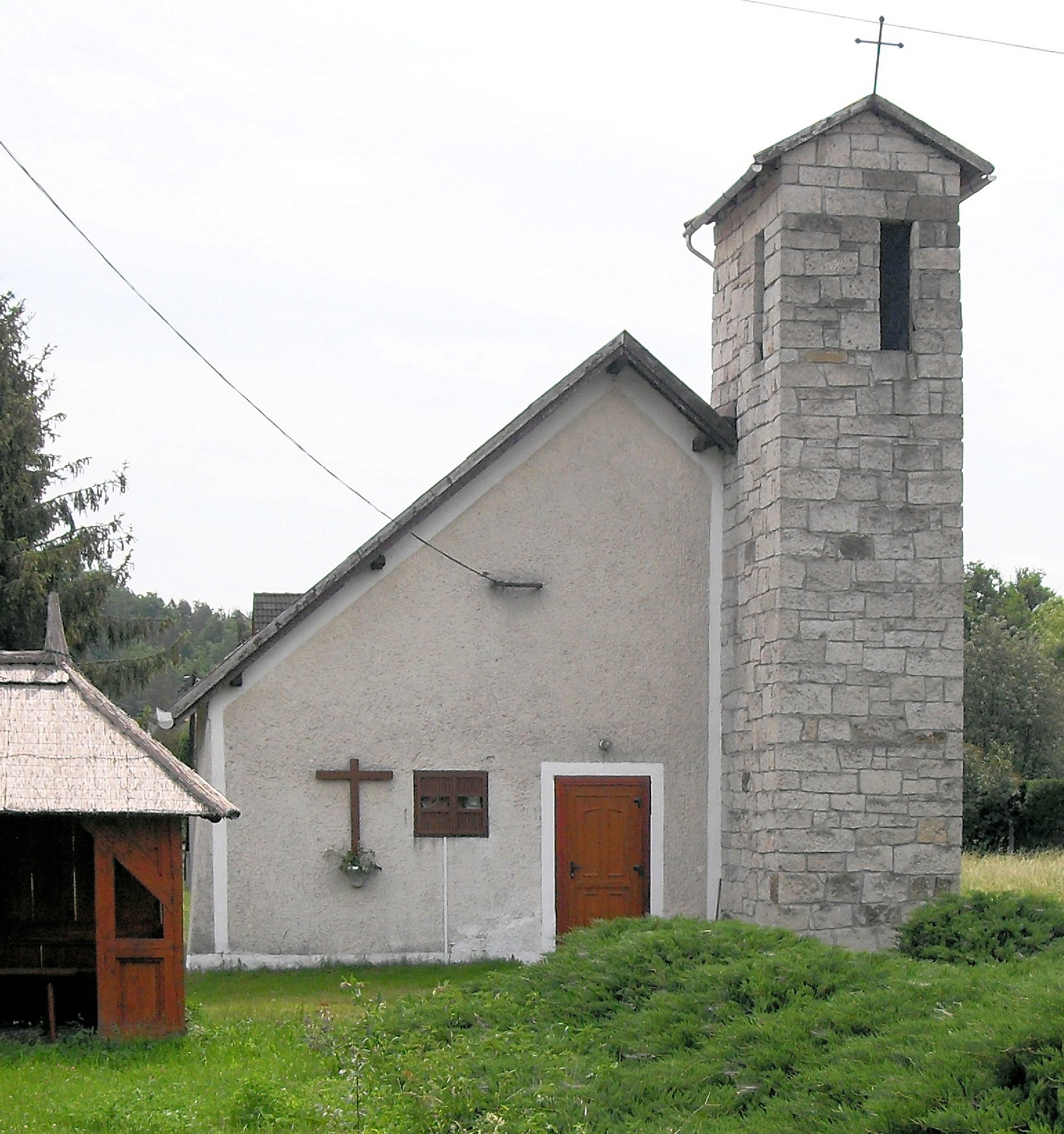
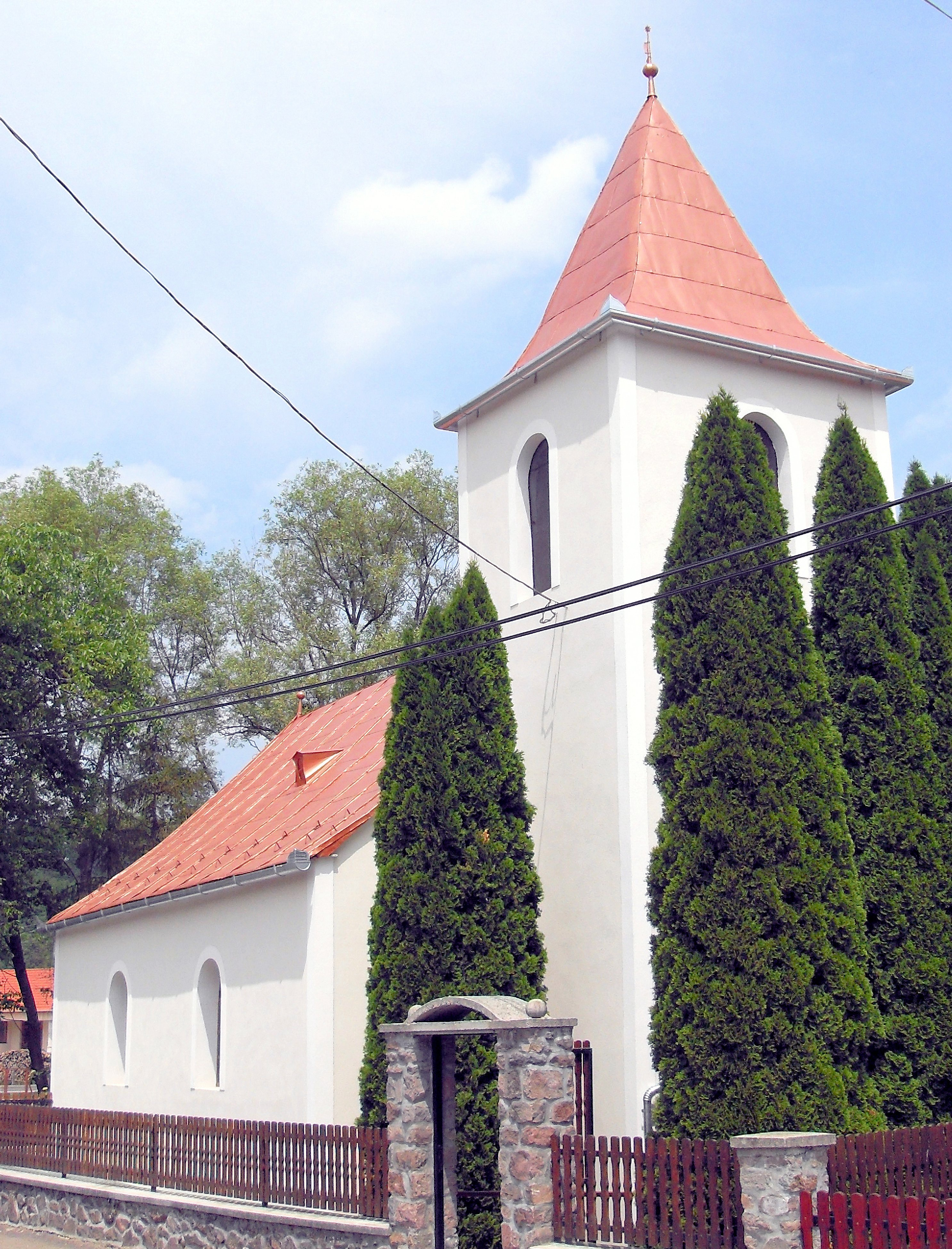